# Sant Julià del Llor i Bonmatí
Sant Julià del Llor i Bonmatí est une commune de la province de Gérone, en Catalogne, en Espagne, de la comarque de la Selva.